# 타따키압군

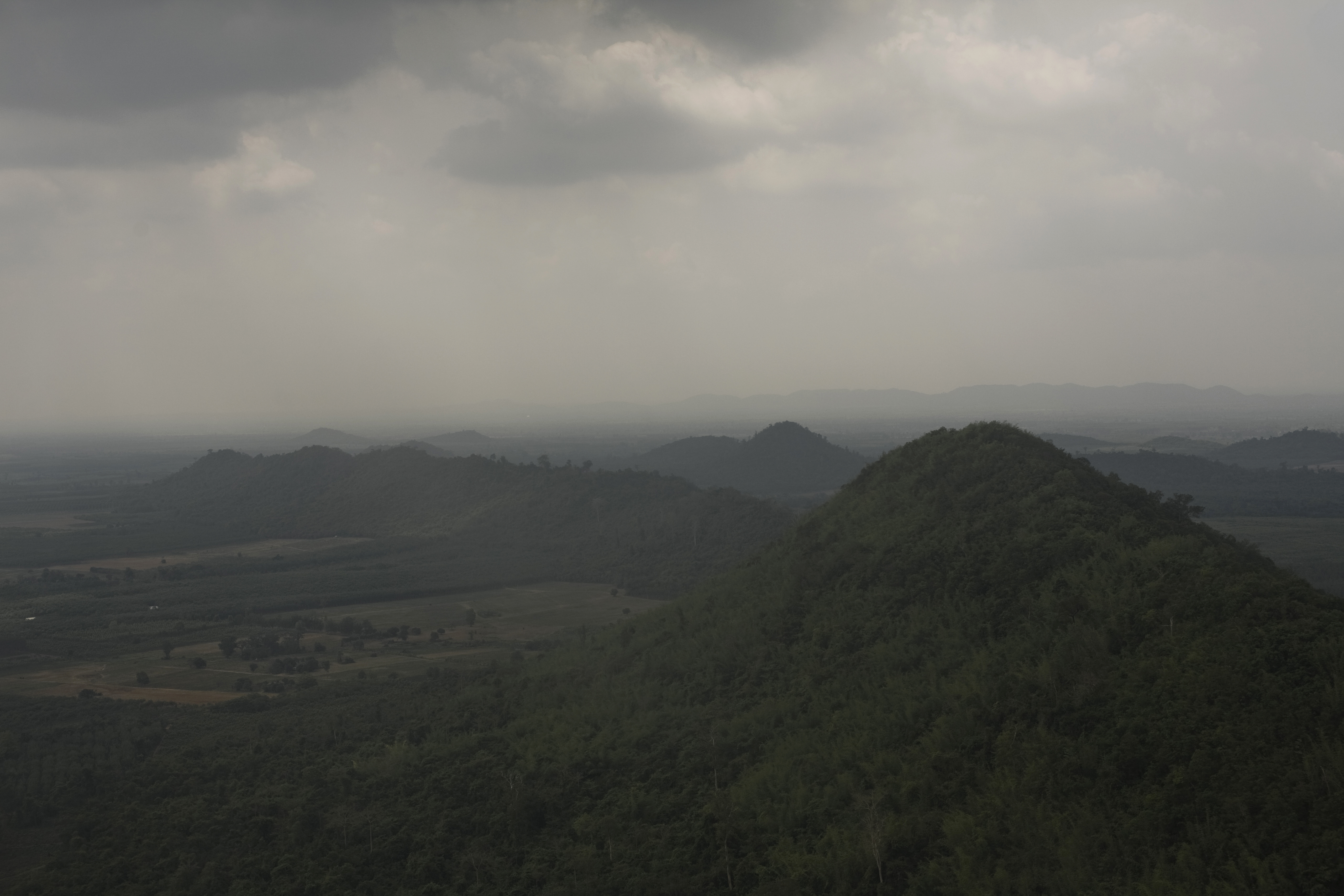

타따키압군은 차층사오주의 행정 구역이다. 이 지역의 총 인구 수는 2017년 기준으로 46,603명이다. 인구 밀도는 44.18km2이다.

## 행정 구역
| 번호 | 지명          | 태국어 지명 | 빌리지 | 인구   |
| ---- | ------------- | ----------- | ------ | ------ |
| 01.  | Tha Takiap    | ท่าตะเกียบ    | 22     | 19,357 |
| 02.  | Khlong Takrao | คลองตะเกรา  | 25     | 27,246 |

1. ↑  “Population statistics 2017” (태국어). Department of Provincial Administration. 2018년 4월 4일에 확인함.